# Kávás
Kávás est un village et une commune du comitat de Zala en Hongrie.